# Masaryk Circuit
Masaryk Circuit (tjeckiska: Masarykův okruh) eller Brno Circuit, är en racerbana belägen Brno i Tjeckien. Banan är 5 403 meter lång och har 14 kurvor. Den är döpt efter Tjeckoslovakiens första president, Tomáš Masaryk.
Den nuvarande delen av banan byggdes i slutet av 1980-talet. Innan dess fanns det dock en bana som gick på vägar i och runt om Brno. Det första loppet kördes 1930. Den här banan arrangerade bland annat Tjeckoslovakiens Grand Prix förut. Masaryk Circuit är mest känd som en bana för motorcyklar. Det årliga Tjeckiens Grand Prix i MotoGP är det största evenemanget på banan.

## Externa länkar

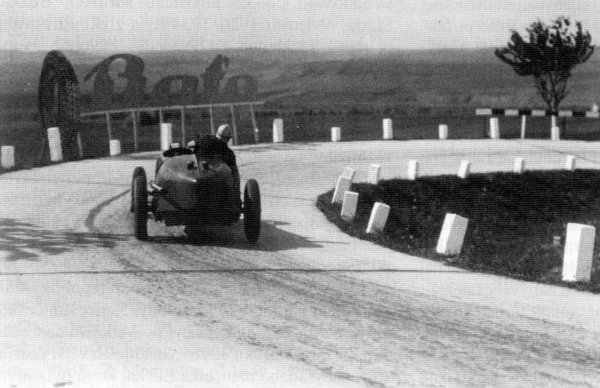
Den gamla banan, troligtvis 1935.

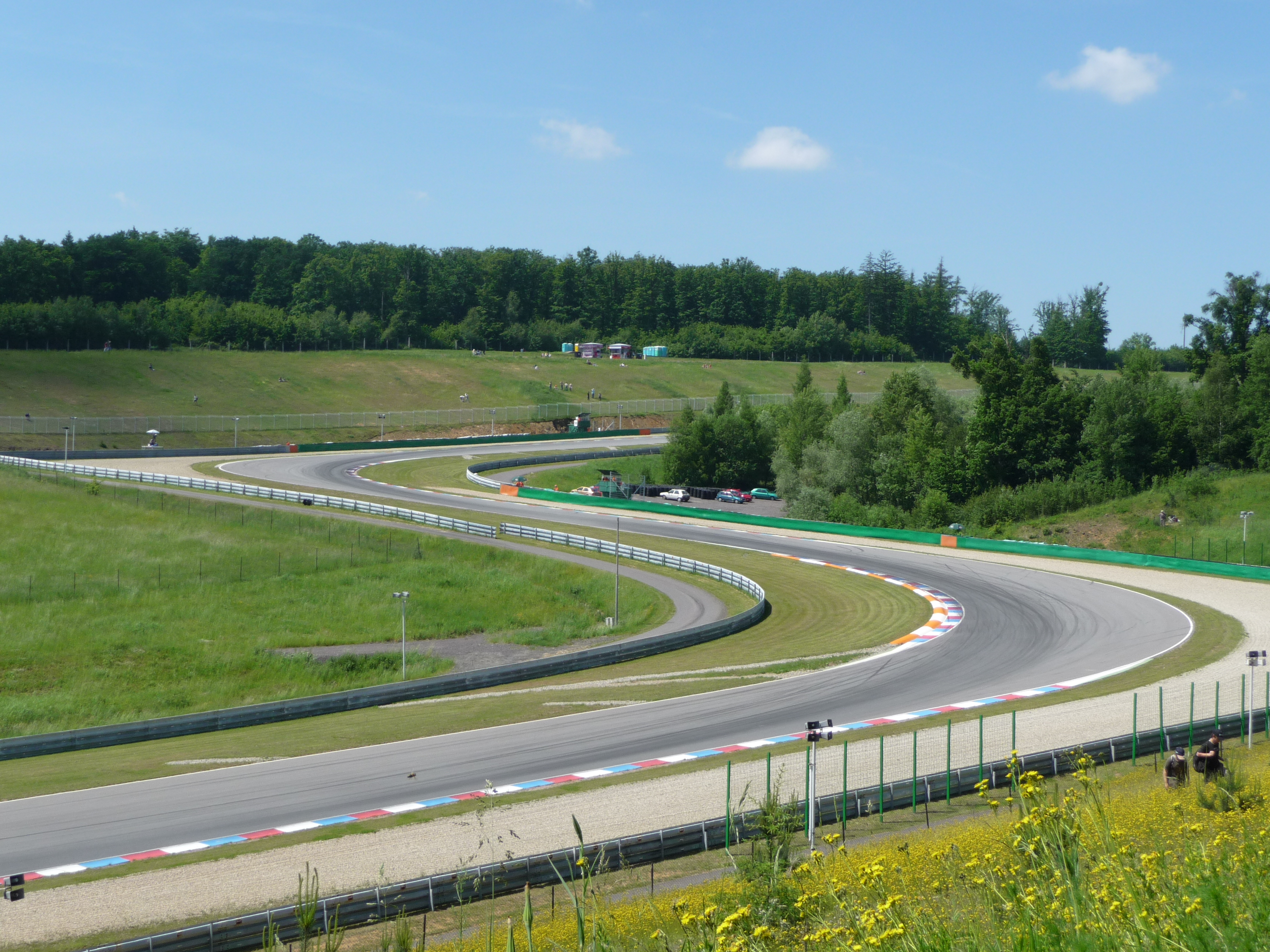
Den nuvarande banan, 2010.